# Moneytalks
Moneytalks (рус. Разговоры о деньгах) — песня хард-рок-группы AC/DC, написанная Малькольмом и Ангусом Янгами. Изначально выпущена 21 сентября 1990 года в альбоме The Razor’s Edge, вышла как сингл 8 декабря того же года. Концертная версия «Moneytalks», записанная группой во время тура Razors Edge World Tour, в 1992 году вошла в оба издания концертного альбома AC/DC Live.
В конце песни «Moneytalks» на концертах AC/DC исполнялся следующий рекламный трюк: на зрительный зал падали тысячи «баксов Ангуса», однодолларовых купюр с изображением Ангуса Янга.
Песня звучит в трейлере фильма «Человек, который изменил всё» (оригинальное название — Moneyball, рус. Денежный шар; 2011).

## Участники записи
- Брайан Джонсон — ведущий вокал
- Ангус Янг — гитара
- Малькольм Янг — ритм-гитара, бэк-вокал
- Клифф Уильямс — бас-гитара, бэк-вокал
- Крис Слэйд — ударная установка

## Места в чартах
| Год  | Страна         | Чарт                   | Место |
| ---- | -------------- | ---------------------- | ----- |
| 1990 | Австралия      | ARIA Singles Chart     | 21    |
| 1990 | Великобритания | UK Singles Chart       | 36    |
| 1990 | США            | Billboard Hot 100      | 23    |
| 1990 | США            | Mainstream Rock Tracks | 3     |